# تراسي آن كيلي
تراسي آن كيلي (بالإنجليزية: Tracey Ann Kelly)‏ هي كاتبة سيناريو أمريكية، ولدت في 1968.

## وصلات خارجية
- تراسي آن كيلي على موقع IMDb (الإنجليزية)